# Vall de Dellui
La Vall de Dellui és una vall d'origen glacial, subsidiària de la Ribera de Sant Nicolau, tributària per l'esquerra del Riu de Sant Nicolau. Es troba dins el terme municipal de la Vall de Boí (Alta Ribagorça), i dins el Parc Nacional d'Aigüestortes i Estany de Sant Maurici.
El nom «podria derivar del basc ote-ili-oi. Ote vol dir argelaga. Aquesta vall és més feréstega que les veïnes, té menys bosc i molts menys pasturatges. Potser d'aquí li ve el nom. Ili vol dir poble i en aquesta vall no n'hi ha hagut mai cap, però potser aquí ili és un element basc diferent».

## Geografia

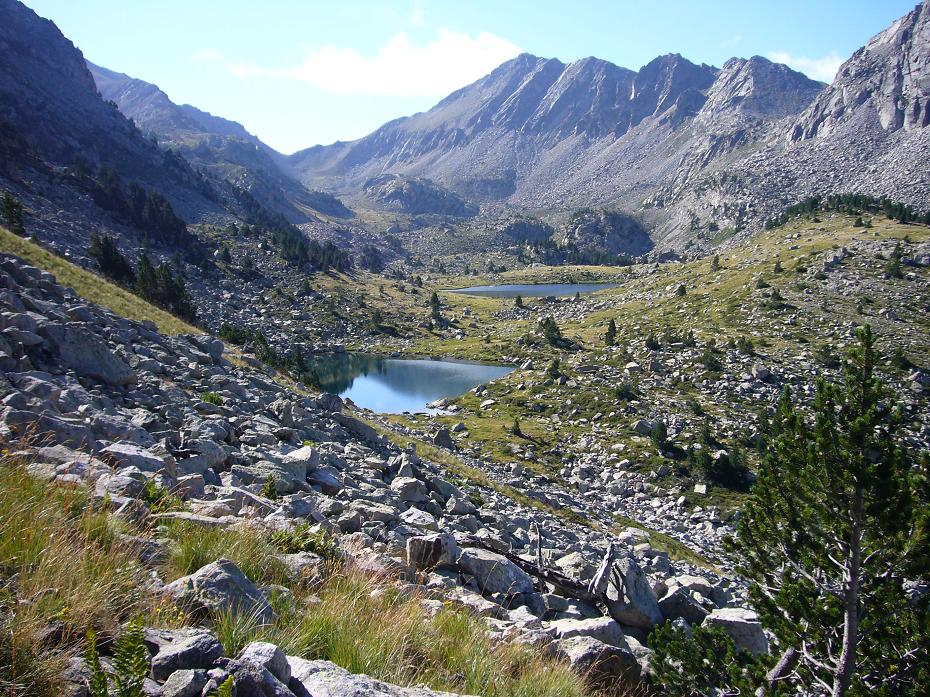
Vall de Dellui: els Estanyets de Dellui en primer pla, la Collada de Dellui al fons, el de Dellui és el pic més alt i la Collada a l'extrem dret.

La vall es troba per sobre dels 1.900 metres i la seva superfície aproximada és de 3,6 km².
La carena que delimita la vall, amb la Vall de les Corticelles en el seu primer tram, s'aixeca al nord del Planell Gran direcció sud-est, passant per: les Agulles de Dellui (2.544,0 m) i el Pic de la Montanyeta (2.674,8 m). Limitant ara amb la vall de Coma d'Amitges, continua en el mateix sentit fins a trobar les Pales de Cubieso, que és el punt d'intersecció amb una tercera vall: la Vall Fosca (Pallars Jussà). La carena, delimitant amb aquesta última vall, travessa el pic de les Pales de Cubieso (2.783,8 m) i gira cap al sud-oest; i descendeix a la Collada de Dellui (2.577,4 m), on torna a pujar fins a assolir el Pic de Dellui (2.802,2 m). Limitant amb una quarta vall, la de Morrano, la carena ara descendeix direcció nord-oest, fins a trobar la Collada (2.490,3 m), d'on puja al Pic de la Pala de Morrano (2.639,1 m), per finalment davallar cap al Planell de la Molina.

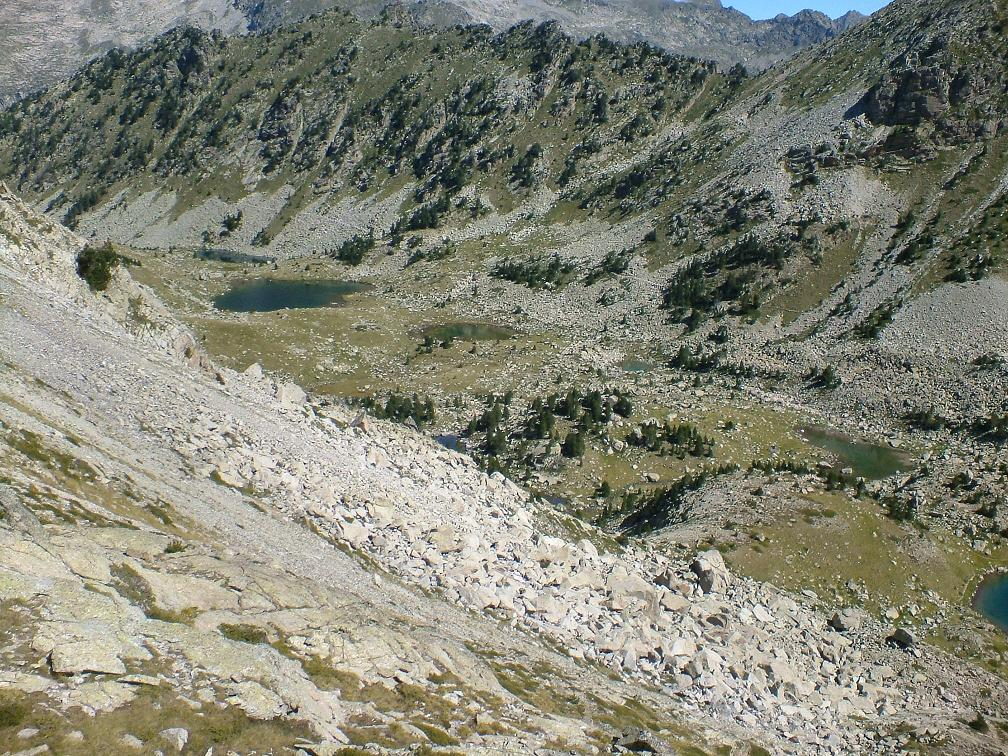
Vall de Dellui: els Estanyets i les Agulles de Dellui, al seu damunt, vistos des de la Collada.

L'Estany de Dellui (2.349 m) és el més gran de la vall i el que, excloent alguna petita bassa, es troba a més alçada. Desaigua al nord-nord-oest, cap als Estanyets de Dellui; un grup de petits llacs, situats entre els 2.324 i els 2.308 metres, que s'estenen direcció nord-nord-oest per desaiguar al barranc. El Barranc de Dellui segueix també direcció nord-oest i desaigua al Riu de Sant Nicolau, a la zona del Pletiu de les Crabes a l'extrem sud del Planell Gran.

## Rutes[13]
Dos són els camins que pugen a l'Estany de Dellui. El primer, més curt i molt més pronunciat, s'inicia al Pletiu de les Crabes; re-seguint el barranc travessa el bosc, fins a sortir-hi als peus dels Estanyets de Dellui que, en una zona molt més planera, voreja. El segon camí, molt més freqüentat, és l'utilitzat a la travessa Carros de Foc; té el seu inici al Refugi d'Estany Llong i, prenent direcció sud-sud-est, coincideix amb el camí de les Corticelles fins que agafa direcció sud-oest; voreja després, per la cara nord, les Agulles de Dellui; finalment, seguint cap al sud-est, continua per la tartera que voreja les agulles per damunt dels Estanyets de Dellui.
Des de l'estany tres són les rutes més habituals: la que, seguint sud-est i coincidint amb la de la travessa Carros de Foc, puja a la Collada de Dellui; una segona s'enfila direcció est, a la collada que permet saltar a la vall de la Coma d'Amitges o trobar la carena amb la Vall Fosca; la tercera, s'enfila a la Collada que al sud comunica amb la Vall de Morrano.